# Каспровы-Верх
Каспровы-Верх (пол. Kasprowy Wierch) / Каспров-Врх (словац. Kasprov vrch) — одна из вершин в Западных Татрах. Высота горы — 1970 метров над уровнем моря. Она расположена на границе Польши и Словакии. Высота — 1970 м.
Название происходит от долины Каспрова, названной в свою очередь в честь её легендарного властителя Каспра[прояснить].
В 1935—1936 годах на вершину проведена канатная дорога, которая с тех пор неоднократно совершенствовалась, последний раз в 2008 году. Зимой склоны горы используются для занятий горнолыжным спортом.

## География

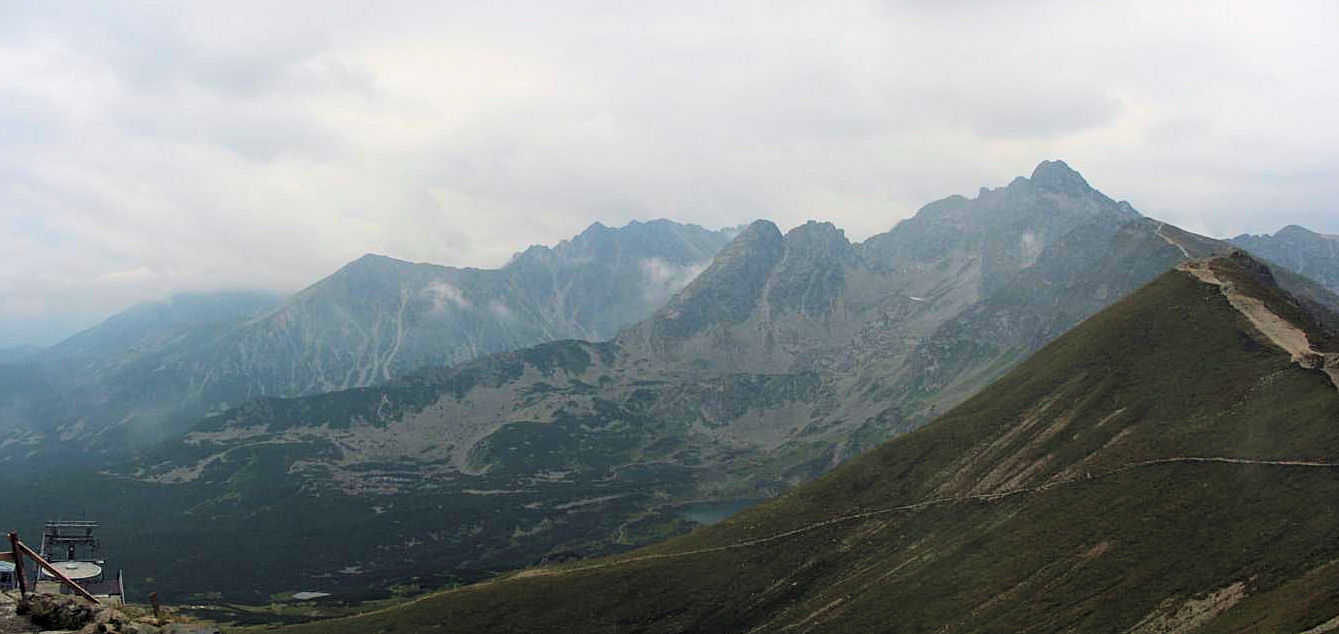
Вид с Каспрового-Верха

Гора находится на пересечении четырех гребней, два из которых совпадают с пешеходными тропами со ступенями, ограничивающими Польшу и Словакию, а в периоды без снега крутые тропы, ведущие в обе страны на юг и на север, довольно легко проходимы. Сама вершина находится к северу от границы, которая считается прямой линией относительно двух доминирующих хребтов. 
Пересечение границы между Польшей и Словакией не ограничено, поскольку обе страны входят в  Шенгенскую зону. Пользователи канатной дороги меняют машины на полпути подъема/спуска на  Мысленицких Турнях. На верхней станции находится ресторан и информационное офисное здание, а снаружи есть еще несколько подъемников. 
Гора популярна среди туристов из Польши из-за легкой доступности как пешком, так и по канатной дороге. Однако со словацкой стороны он гораздо менее посещаем, поскольку восхождение от ближайшего населенного пункта Словакии предполагает длительный (17 км) подход к отдаленной долине «Тиха долина».